# Diggers
Diggers (in italiano: "zappatori"  o "scavatori") è il nome con cui sono conosciuti alcuni gruppi di cristiani protestanti e ruralisti che, ai tempi della rivoluzione inglese, si unirono per lavorare le terre comuni secondo principi comunitari. In Inghilterra nacquero diverse comunità di diggers, la più nota delle quali è quella del Surrey, nata a Saint George's Hill e poi trasferita a Little Heath (entrambe le località si trovano nei pressi di Cobham), che ebbe come principale portavoce Gerrard Winstanley.
Il termine Diggers, che significa "zappatori", deriva da un passo della Bibbia contenuto negli Atti degli Apostoli, in cui questi ultimi suggeriscono la pratica di un determinato stile di vita basato sulla fede in Cristo e sul comunitarismo. Cercarono inoltre di riformare l'ordine costituito con i loro principi egualitaristici e con la creazione di piccole e rurali comunità di fedeli. Insieme ai Livellatori, i Diggers furono tra i gruppi di dissenzienti inglesi durante la dittatura di Oliver Cromwell.

## La comunità di Cobham
Nel suo libro The New Law of Righteousness (La nuova legge di giustizia, 1649), Gerrard Winstanley riferì che non molto tempo prima, durante una "trance" mistica, aveva sentito la voce di Dio dirgli: "Lavorate insieme. Mangiate il pane insieme". Winstanley decise di annunciare il messaggio ricevuto sia a voce che affidandolo alla stampa e si propose anche di metterlo in pratica.
Il 1º aprile 1649 alcuni uomini dei dintorni, insieme a Winstanley e ad un ex soldato di nome William Everard, si misero a coltivare in comune le terre a Saint George's Hill.

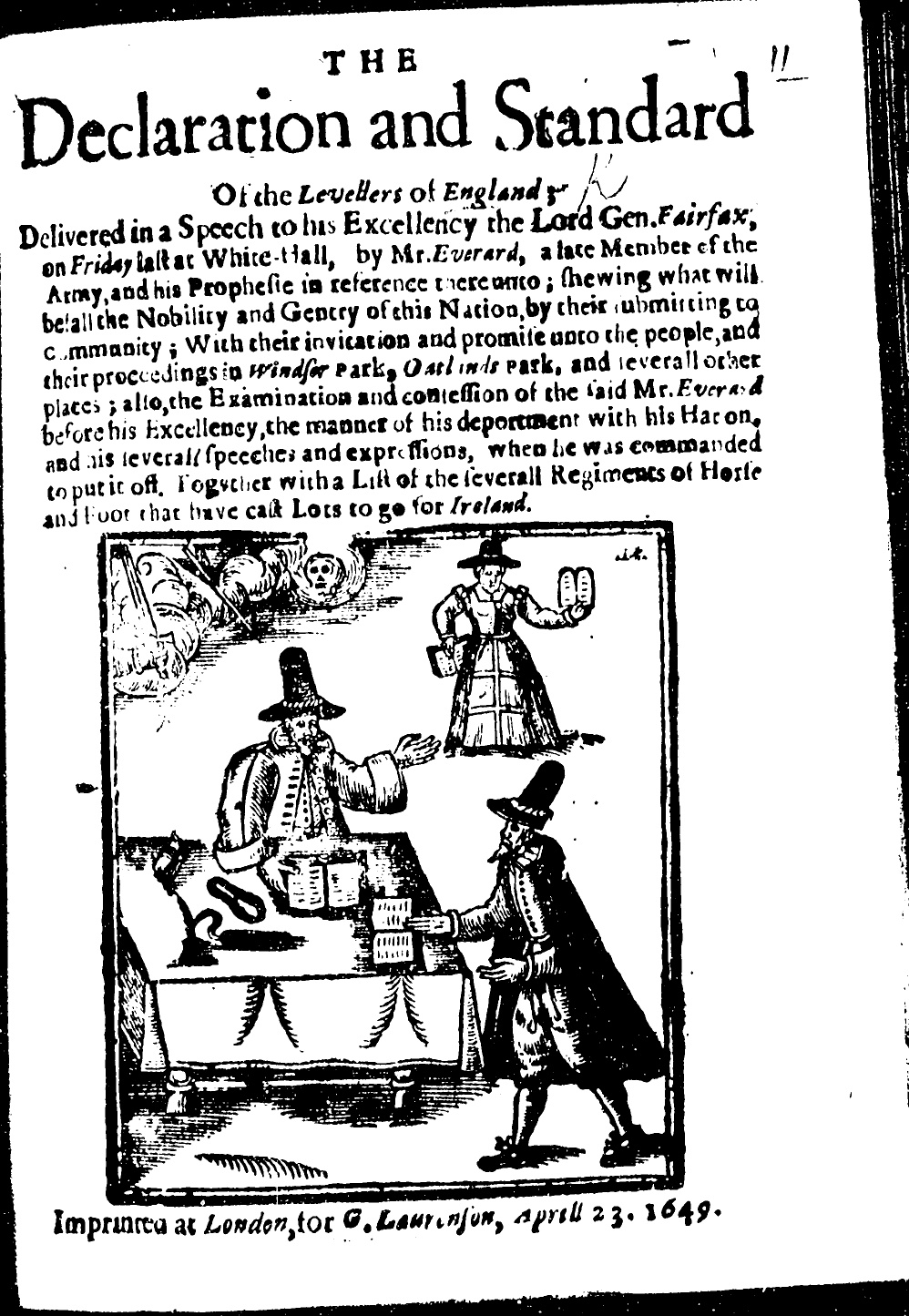
Xilografia dell’incontro fra Fairfax ed Everard

Al Consiglio di Stato giunse presto una lettera che invitava a intervenire per scacciarli. Il generale Fairfax, cui fu dato l'incarico di far sloggiare gli occupanti, inviò il capitano John Gladman a vedere cosa stava succedendo. Gladman riferì che non vi era nulla di pericoloso, e che Everard, che agli inizi sembrava più che Winstanley il leader della comunità, era solo un matto e che, comunque, i portavoce dei Diggers si sarebbero recati dal generale per esporre le loro ragioni.
Il 20 aprile, infatti, Everard e Winstanley si presentarono da Fairfax per sostenere la causa dei Diggers. In base al loro principio per cui tutti gli uomini sono uguali in quanto fratelli nella Creazione, i due rifiutarono di togliersi il cappello in segno di deferenza verso il generale.
In questi giorni venne pubblicato il True Levellers Standard Advanced, una sorta di manifesto dei Diggers, sottoscritto da 15 persone, tra le quali Winstanley, Everard e un tale John Taylor che firmò anche la presentazione di questo opuscolo, datata 20 aprile 1649. Nel libretto, i Diggers dicevano che Dio aveva fatto la terra perché fosse un tesoro comune per tutti e che "non una parola era stata detta in principio sul fatto che una parte dell'umanità dovesse dominare su un'altra". L'introduzione della proprietà privata e della compravendita delle terre, secondo i Diggers, disonorava la Creazione e toglieva la libertà ad alcuni, costretti a lavorare per i proprietari delle terre. La rivoluzione aveva deposto il re, ma non aveva ancora tolto l'oppressione. L'Inghilterra sarebbe stata un paese veramente libero solo quando coloro che non avevano terre avessero avuto a disposizione le terre comuni (commons) per coltivarle e vivere di esse come i proprietari terrieri potevano fare con le loro terre recintate (inclosures). Lo scopo dei Diggers era liberare la Creazione dalla schiavitù impostale dalla proprietà privata e intendevano raggiungere questo obiettivo, seguendo l'esempio degli Apostoli di Gesù (At4,32-35), non con le armi o con i tumulti, ma solo con il loro lavoro.
All'inizio di giugno i Diggers del Surrey pubblicarono un altro opuscolo, A Declaration from the Poor Oppressed People of England, nel quale rivendicavano l'uso collettivo dei boschi delle terre comuni contro i proprietari terrieri che volevano farne un uso privato. Il libretto era sottoscritto da 45 persone, a partire da Winstanley. Mancava il nome di William Everard che, secondo quanto raccontarono alcuni giornali dei tempi (ma alcuni studiosi pensano che facessero confusione con un altro Everard), aveva lasciato Cobham per unirsi ai soldati Livellatori che si erano ammutinati e che erano poi stati sconfitti a Burford il 14 maggio. In seguito i Diggers, pur ribadendo che le piante che crescevano nelle terre comuni dovevano essere di tutti, rinunciarono a tagliarle per il loro uso al fine di evitare liti (si veda l'opuscolo An Humble Request).

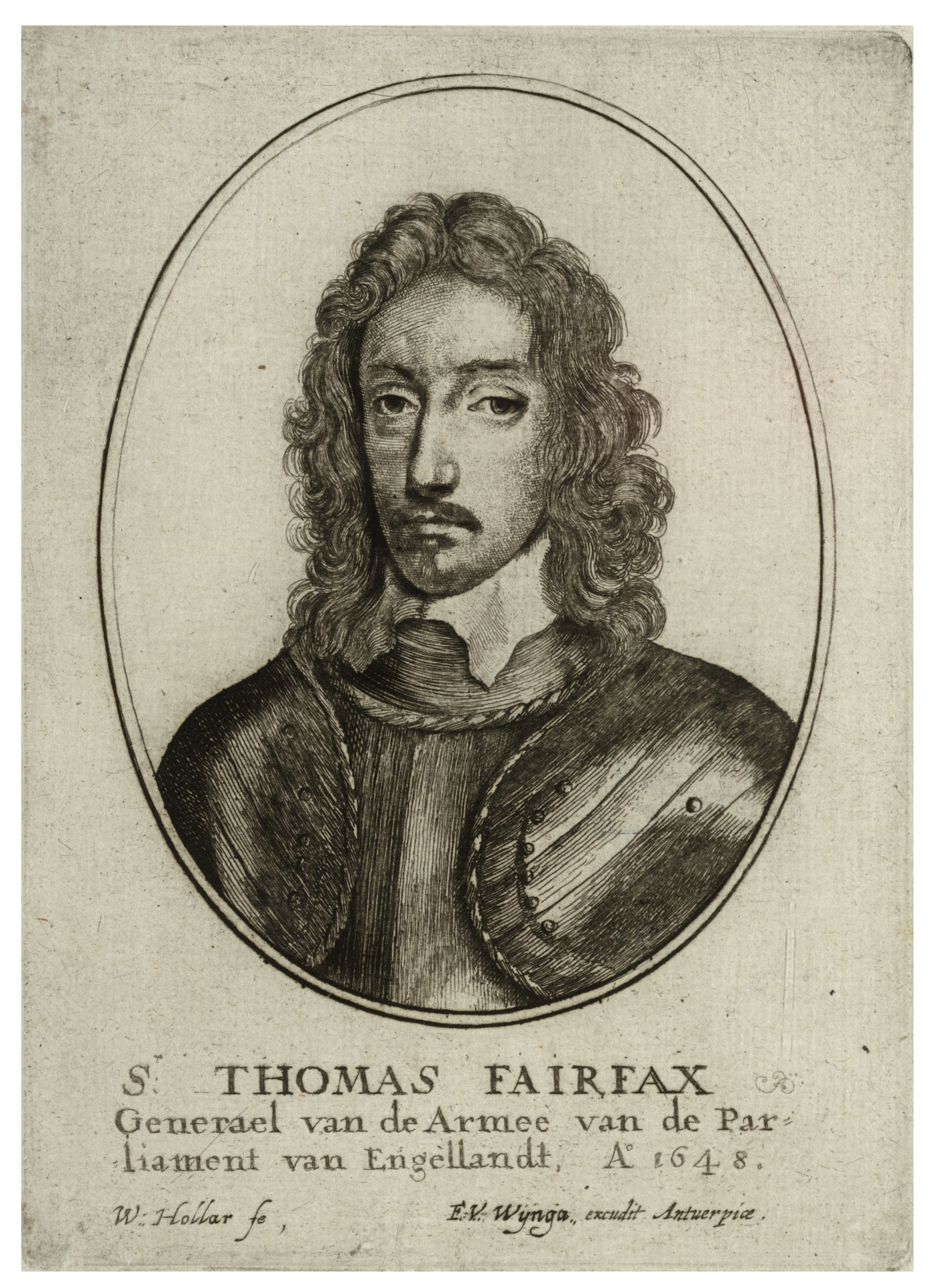
Thomas Fairfax

L'ostilità nei confronti dei Diggers continuava. In una lettera al generale Fairfax, Winstanley denunciava che alcuni soldati avevano picchiato un ragazzo, ferito un uomo e dato fuoco a una casa dei Diggers. L'11 giugno tali William Star e John Taylor (quest'ultimo da non confondere con un Digger che portava lo stesso nome) arrivarono a cavallo insieme a un gruppo di uomini vestiti da donna e picchiarono brutalmente quattro Diggers, uno dei quali si trovò in pericolo di vita. "Una cosa strana in un paese cristiano e fatta da gente che si professa cristiana" commentava un opuscolo anonimo, ma quasi certamente opera di Winstanley, che recava il significativo titolo A Declaration of the Bloudie and Unchristian Acting of William Star and John Taylor of Walton.
I proprietari terrieri usarono anche le vie legali. Il 23 giugno furono avviate quattro cause contro alcuni Diggers (Winstanley, John Barker, Thomas Star, Henry Bickerstaff). Questi respinsero le accuse (le loro difese furono pubblicate in due opuscoli intitolati An Appeal to the House of Commons e A Watch-word to the City of London and the Armie) dicendo che erano sempre stati sulle terre comuni, senza mai entrare in quelle recintate. Inoltre chiesero di poter consultare gli atti e esporre la propria difesa da soli, senza fare ricorso ad un avvocato. Ritenevano anzi che gli avvocati non dovessero neppure esistere e che fossero un prodotto della tirannia normanna sull'Inghilterra che la rivoluzione doveva rimuovere. Bickerstaff finì anche in prigione. A Winstanley furono sequestrati alcuni bovini che gli erano stati affidati.
In autunno, i Diggers lasciarono Saint George's Hill e si trasferirono a Little Heath, sempre nel territorio di Cobham. Qui trovarono un accanito nemico nel rettore di West Horsley John Platt. In due lettere del dicembre del 1649 al generale Fairfax i Diggers riferivano le angherie subite. In particolare il 28 novembre alcuni soldati avevano costretto con minacce alcuni lavoratori ad aiutarli ad abbattere due case dei Diggers e avevano rubato della legna per portarla ad un proprietario di quei luoghi.
Oggetto di ripetuti attacchi, la comunità Digger del Surrey resistette sino all'aprile del 1650.

## Altre comunità di diggers
La comunità digger del Surrey è quella sulla quale, grazie agli scritti di Gerrard Winstanley, abbiamo maggiori notizie. Ne sorsero però anche altre. I diggers di Cobham avevano anche mandato due emissari, Thomas Haydon e Adam Knight, a "promuovere la causa" in giro per l'Inghilterra.
- Wellingborough (Northamptonshire). Questa comunità si stabilì sulle terre comuni e non coltivate dette Bareshanke. Una loro dichiarazione[7], firmata da nove persone, conteneva idee analoghe a quelle dei diggers del Surrey. Vi si legge inoltre che alcuni proprietari terrieri si erano dimostrati solidali con la loro causa e non si erano opposti all'utilizzo da parte loro delle terre comuni. Non molto dopo (aprile 1650), però, anche i diggers di Wellingborough avevano incontrato qualche guaio ed erano anche finiti in carcere[8].
- Iver (Buckinghamshire). Anche la comunità di Iver pubblicò una dichiarazione in cui erano enunciati i principi dei diggers[9]. Tale dichiarazione è interessante anche perché nomina alcune altre località in cui vi erano comunità digger.
- Cox Hall (Kent). Questa comunità è ricordata, insieme a quella di Wellingborough, in uno scritto dei diggers del Surrey[10]. Anche i diggers di Iver citavano una comunità nel Kent[11].
- Barnet (Hertfordshire). Questa località e quelle qui sotto citate sono indicate come sedi di comunità di diggers dalla Declaration dei diggers di Iver.
- Enfield (Middlesex). In questa località in seguito (1659) ci saranno delle dimostrazioni contro le recinzioni e William Covell proporrà l'istituzione di comunità collettiviste.
- Dunstable (Bedfordshire).
- Bosworth (Leicestershire). Dal momento che i diggers di Iver la dicono nel Northamptonshire, potrebbe trattarsi di Husbands Bosworth che è al confine con quella contea, pur essendo nel Leicestershire.
- Una località del Gloucestershire.
- Una località del Nottinghamshire.

## Eredità culturale
A San Francisco, a metà degli anni sessanta del XX secolo, giovani facenti parte dell'ambiente underground si riunirono attorno agli attori della Mime Troupe di Peter Berg e Peter Coyote. Assunsero dai diggers dell'Inghilterra cromwelliana la filosofia egualitaristica, la dimensione collettiva, la critica nei confronti dell'autocrazia statale e lo spirito solidaristico. E si battezzarono col nome dei loro predecessori inglesi del Seicento.
I moderni diggers, che esprimevano anche una forte carica di libertarismo e di anarchismo, costituivano il settore più politicizzato e radicale della controcultura californiana di quegli anni. Oltre a farsi carico di dare gratuitamente asilo e distribuire cibo e vestiti, in quanto attori manifestavano le loro forme di contestazione con modalità creative e fantasiose attraverso spettacoli teatrali che si svolgevano in strada e che sempre cercavano il coinvolgimento degli spettatori nell'evento (Berg li definì "teatro guerriglia di strada").
Anche nel loro caso, come in quello dei loro antesignani, le autorità videro nella presenza dei diggers e nelle loro attività una minaccia all'ordine costituito. E quando, sul finire del 1965, Ronnie Davis – membro influente della Mime Troupe – fu arrestato e processato con l'accusa di avere compiuto un'esibizione teatrale all'aperto senza permesso ufficiale, in spirito di mutua solidarietà fu organizzato da altri settori del movimento underground un concerto rock di beneficenza con alcune fra le migliori formazioni sulla scena musicale della città americana per raccogliere fondi a sostegno dell'attore incriminato.

## Filmografia
- Winstanley[14] (1976) diretto da Kevin Brownlow e prodotto dal British Film Institute; Gerrard Winstanley è interpretato da Miles Halliwell[15].